# Pinnacle Rock
Pour les articles homonymes, voir Pinnacles.
Pinnacle Rock est une montagne située au sein de la vallée du Connecticut, au centre de l'état du même nom (États-Unis), et faisant partie de Metacomet Ridge, une longue arête rocheuse des Appalaches qui traverse le sud de la Nouvelle-Angleterre sur 160 kilomètres de long. Le sommet s'élève à 180 mètres d'altitude. Pinnacle Rock est une destination populaire pour la pratique de sports en plein air, réputée pour ses falaises, le panorama qu'elle offre, son microclimat ainsi que sa faune et sa flore variées.

## Géographie

### Topographie

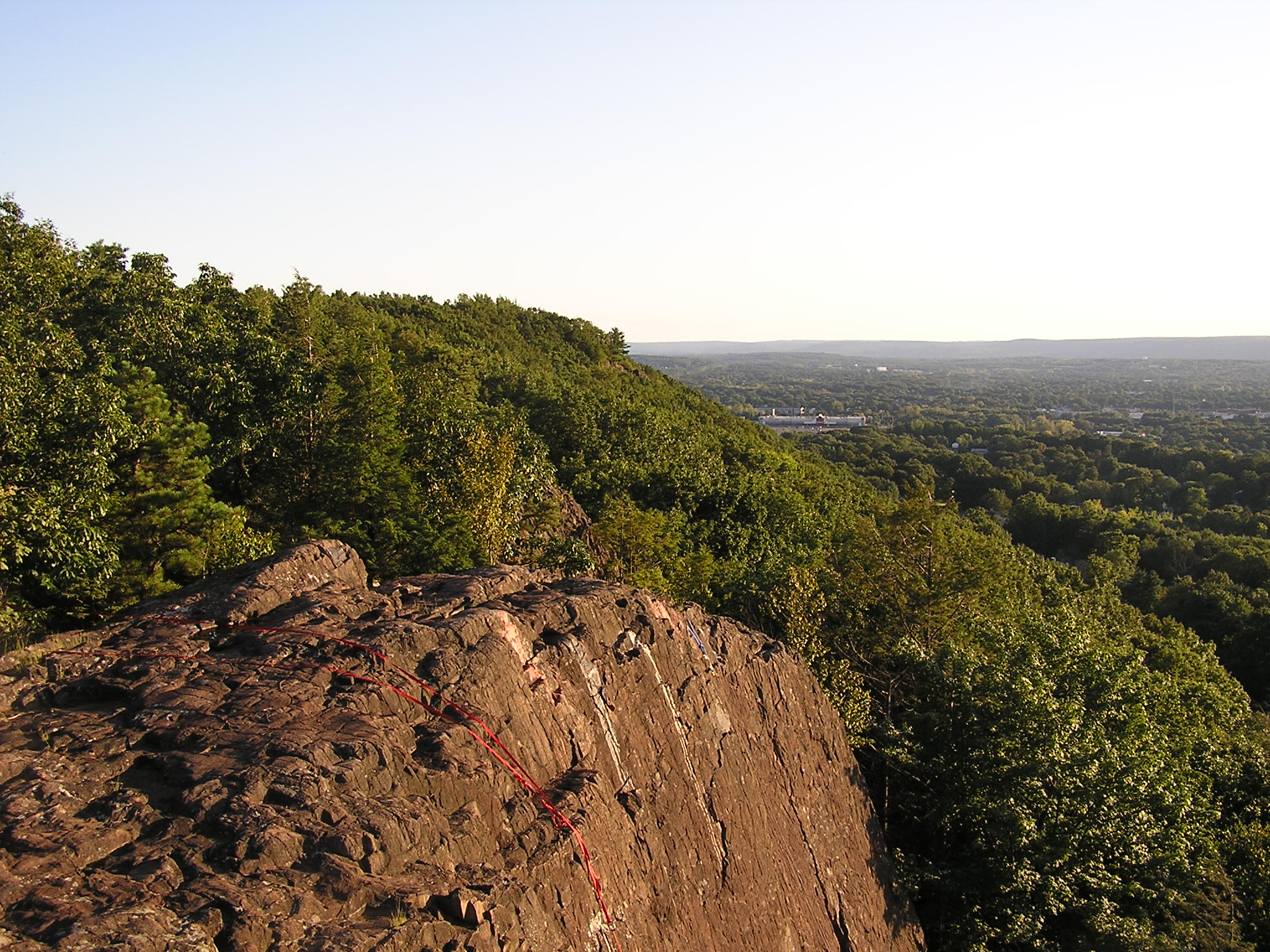
Vue depuis le sommet d'une falaise.

Pinnacle Rock s'élève abruptement 120 mètres au-dessus du cours du fleuve Quinnipiac à l'est et de la rivière Farmington à l'ouest. Elle s'étend sur 1,6 kilomètre de long. Son point culminant, complètement dégarni, atteint 180 mètres d'altitude. Elle se situe sur le territoire des villes de Farmington et Plainville. Elle se prolonge au nord par Rattlesnake Mountain et au sud par Bradley Mountain.

### Hydrographie
Les eaux du versant Nord-Est s'écoulent dans le Trout Brook, puis dans la Park River, affluent du fleuve Connecticut, tandis que les versants Sud-Est et Ouest appartient au bassin du Quinnipiac qui se jette directement dans l'océan Atlantique au Long Island Sound.

### Géologie
Pinnacle Rock, comme la plus grande partie de Metacomet Ridge, est composée de basalte, une roche volcanique. Elle s'est formée à la fin du Trias lors de la séparation de la Laurasia et du Gondwana, puis de l'Amérique du Nord et de l'Eurasie. La lave émise au niveau du rift s'est solidifiée en créant une structure en mille-feuille sur une centaine de mètres d'épaisseur. Les failles et les séismes ont permis le soulèvement de cette structure géologique caractérisée par de longues crêtes et falaises.

### Écosystème
La combinaison des crêtes chaudes et sèches, des ravines froides et humides et des éboulis basaltiques est responsable d'une grande variété de microclimats et d'écosystèmes abritant de nombreuses espèces inhabituelles pour la région. Pinnacle Rock est un important corridor migratoire saisonnier pour les rapaces.

## Histoire

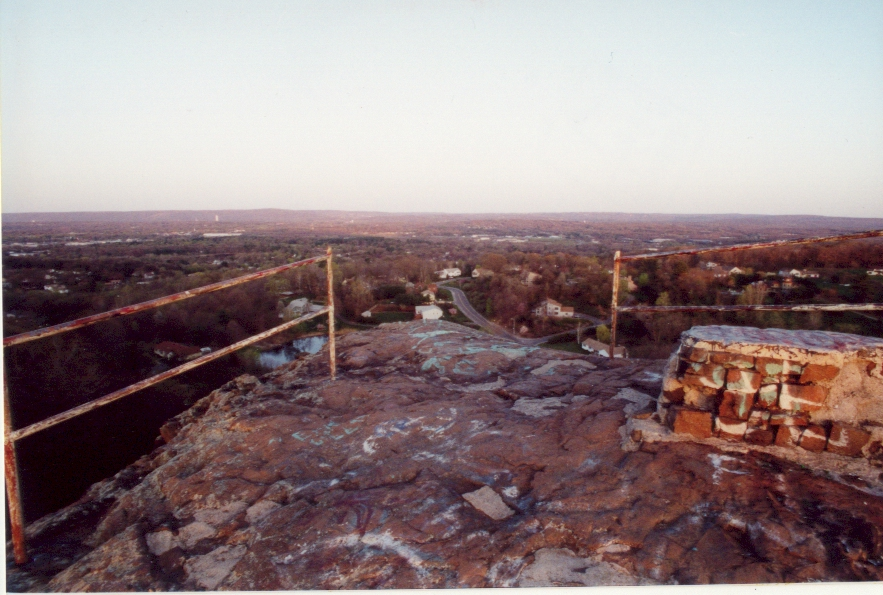
Vue depuis l'ancienne plateforme d'observation de Pinnacle Rock en direction de l'ouest.

Le versant Sud-Est de Pinnacle Rock a abrité des bunkers en béton et une base de lancement de roquettes Nike et son sommet était coiffé d'une plateforme d'observation. De la base en elle-même, désaffectée, il ne reste aujourd'hui plus que les fondations.

## Activités

### Tourisme
Pinnacle Rock est traversée par une partie des 82 kilomètres du Metacomet Trail, maintenu par la Connecticut Forest and Park Association, qui s'étend des Hanging Hills à Meriden jusqu'à la frontière avec le Massachusetts. Le panorama, à l'ouest, s'étend de la rivière Farmington aux monts Berkshire. La montagne est ouverte à la randonnée pédestre, à l'observation ornithologique, au pique-nique, à la raquette à neige et à diverses autres activités de détente. Plusieurs voies d'escalade sont présentes.

### Menaces et protections environnementales
Les principales menaces et pollutions visuelles qui pèsent sur Pinnacle Rock sont l'étalement périurbain à l'ouest et le creusement d'une petite carrière de 600 mètres de large au sud-est. En 2000, la montagne a fait l'objet d'une étude du National Park Service en vue d'être intégrée dans un nouveau National Scenic Trail, le New England National Scenic Trail, qui aurait inclus le Metacomet-Monadnock Trail au Massachusetts d'une part, les Mattabesett Trail et Metacomet Trail au Connecticut d'autre part.